# Nekara
Nekara (fl. XXII secolo a.C.) è stato un faraone appartenente alla VIII dinastia egizia.

## Biografia
L'unica delle liste reali che riporta i nomi dei sovrani che formano VIII dinastia è quella di Abido, in cui Nekara occupa il posto 48.
Il Canone Reale è danneggiato e del tutto illeggibile proprio nella parte che dovrebbe contenere i sovrani di questa dinastia.
Come per altri sovrani di questa dinastia e delle dinastie IX e X è possibile che Nekara abbia regnato solamente su parte dell'Egitto e contemporaneamente con altri dinasti.
Il nome di questo sovrano compare su una placchetta d'oro conservata al British Museum. Sulla placchetta compare anche il nome di Sneferka che la lista reale di Abido indica come predecessore di questo sovrano

## Liste Reali
| ra · n | kA |

| ra · n | kA |

| ra · n | kA |

| ra · n | kA |

| ra · n | kA |

| ra · n | kA |

| ra · n | kA |

| ra · n | kA |